# Poeciloneta canionis
Poeciloneta canionis là một loài nhện trong họ Linyphiidae.
Loài này thuộc chi Poeciloneta. Poeciloneta canionis được Ralph Vary Chamberlin & Wilton Ivie miêu tả năm 1943.